# Blighia sapida
Ackee hay Akee (danh pháp hai phần: Blighia sapida), được phát âm là e-ki, là 1 loài thuộc họ Sapindaceae (họ bồ hòn), có quả màu đỏ tươi, nguồn gốc ở khu vực nhiệt đới vùng Tây Phi: Cameroon, Gabon, São Tomé và Príncipe, Bénin, Burkina Faso, Côte d'Ivoire, Ghana, Guinea, Guinea-Bissau, Mali, Nigeria, Sénégal, Sierra Leone và Togo.

## Đặc điểm
Loài cây này cũng họ với vải và nhãn, là một loài cây xanh quanh năm, có thể cao tới 10 mét, với thân ngắn và cành lá rậm rạp. Lá cây có hình lông chim, dai, dài 15–30 cm, với 6–10 lá non thuôn, dài. Mỗi lá non dài khoảng 8–12 cm và có chiều ngang 5–8 cm.
Hoa của chúng là hoa đơn tính và có mùi thơm ngát. Hoa màu trắng xanh, có năm cánh, thường nở vào những tháng ấm áp. Quả có hình quả lê. Khi chín, chúng chuyển từ màu xanh sang màu đỏ tươi rồi màu vàng cam rồi nứt ra để lộ 3 hạt đen lớn, bóng bẩy bao bọc bởi thịt quả mềm, mịn, xốp, có màu trắng đến vàng. Quả thường nặng từ 100-200g.
Tên khoa học của loài cây này được vinh danh theo tên thuyền trưởng William Bligh-người có công mang quả Ackee từ Jamaica về Vườn thực vật hoàng gia Kew, Vương quốc Anh năm 1793 và giới thiệu nó với giới khoa học. Tên phổ thông xuất phát từ tên gọi của nó ở Tây Phi - Akye. Từ ackee bắt nguồn từ tiếng Twi. Những cái tên khác với những phát âm khác nhau như: Ackee, Akee, táo akee, Achee, hay cây não thực vật.
Trước năm 1778, loại quả này được nhập khẩu đến Jamaica từ Tây Phi (chủ yếu bằng thuyền nô lệ). Sau đó chúng đã trở thành một phần chính trong nhiều bữa ăn ở vùng Caribe cũng như được trồng ở vùng nhiệt đới và cận nhiệt đới trên khắp thế giới.

## Trồng trọt và sử dụng
Mặc dù bắt nguồn từ Tây Phi nhưng Ackee lại là một món ăn chính trong bữa ăn ở Jamaica. Ackee là quốc quả của Jamaica, và cá ướp muối với Ackee là 1 đặc sản. 
Ackee được giới thiệu đầu tiên ở Jamaica và rồi ở Haiti, Cuba, Bali, Barbados,...Sau đó nó được giới thiệu tại Florida, Hoa Kỳ.

## Độc tính[3]
Những phần chưa chín hoặc không ăn được của loại quả này có chứa độc tố tên là hypoglycin. Hypoglycin hoạt động như một chất ức chế fatty acyl-CoA dehydrogenase, 1 enzyme quan trọng trong con đường beta oxy hóa acid béo. Việc con đường này bị cản trở sẽ khiến cho acetyl CoA không được sản sinh ra, làm giảm quá trình tân tạo glucose và sản xuất năng lượng. Hậu quả là gây tụt đường huyết nặng kèm khởi phát nôn ói 2-6 tiếng sau khi ăn bữa ăn có chứa ackee còn chứa độc tố. Sau khoảng thời gian 18 tiếng, bệnh nhân có thể nôn ói nhiều hơn kèm theo co giật, hôn mê và tử vong.

## Hình ảnh

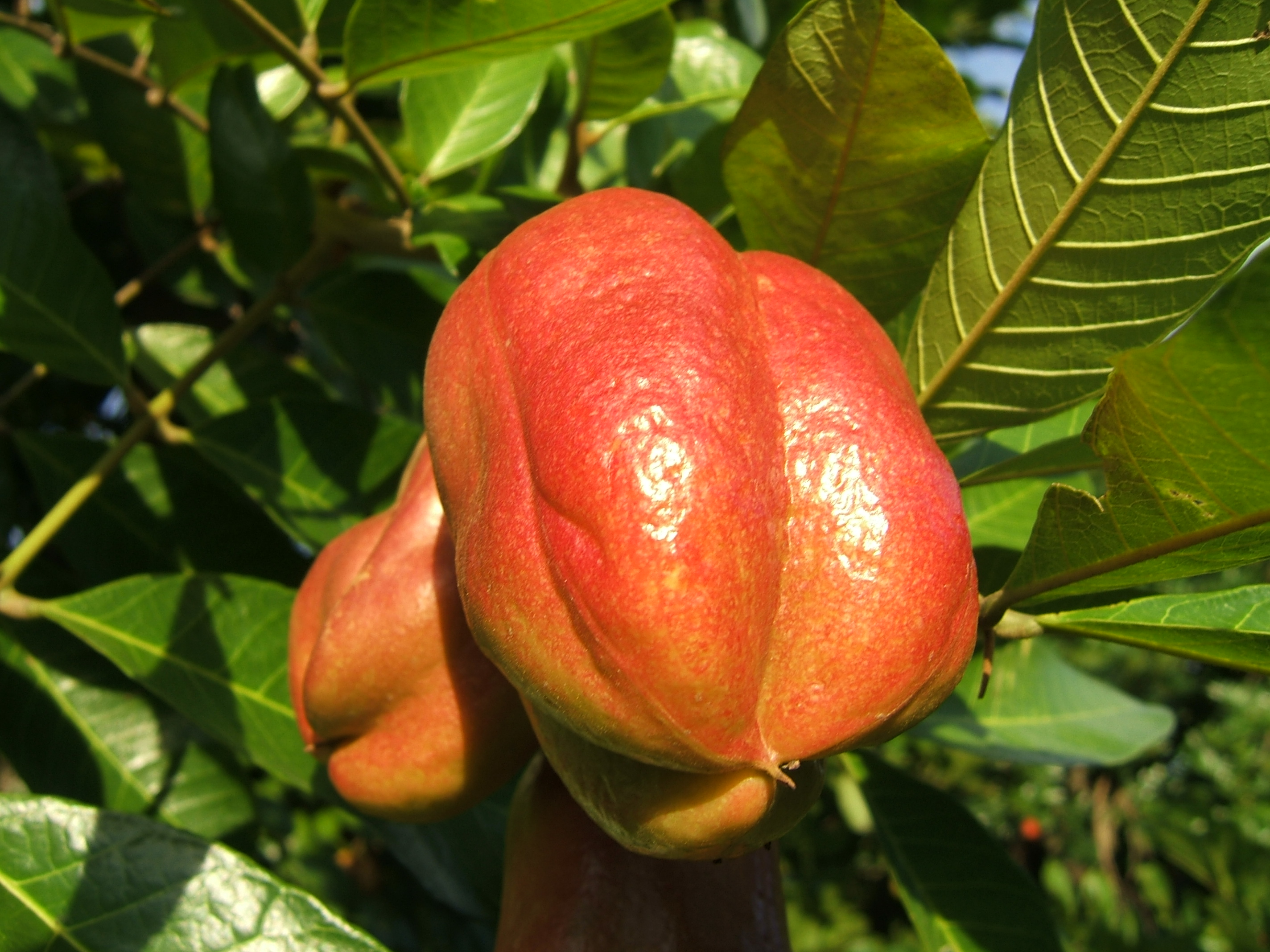
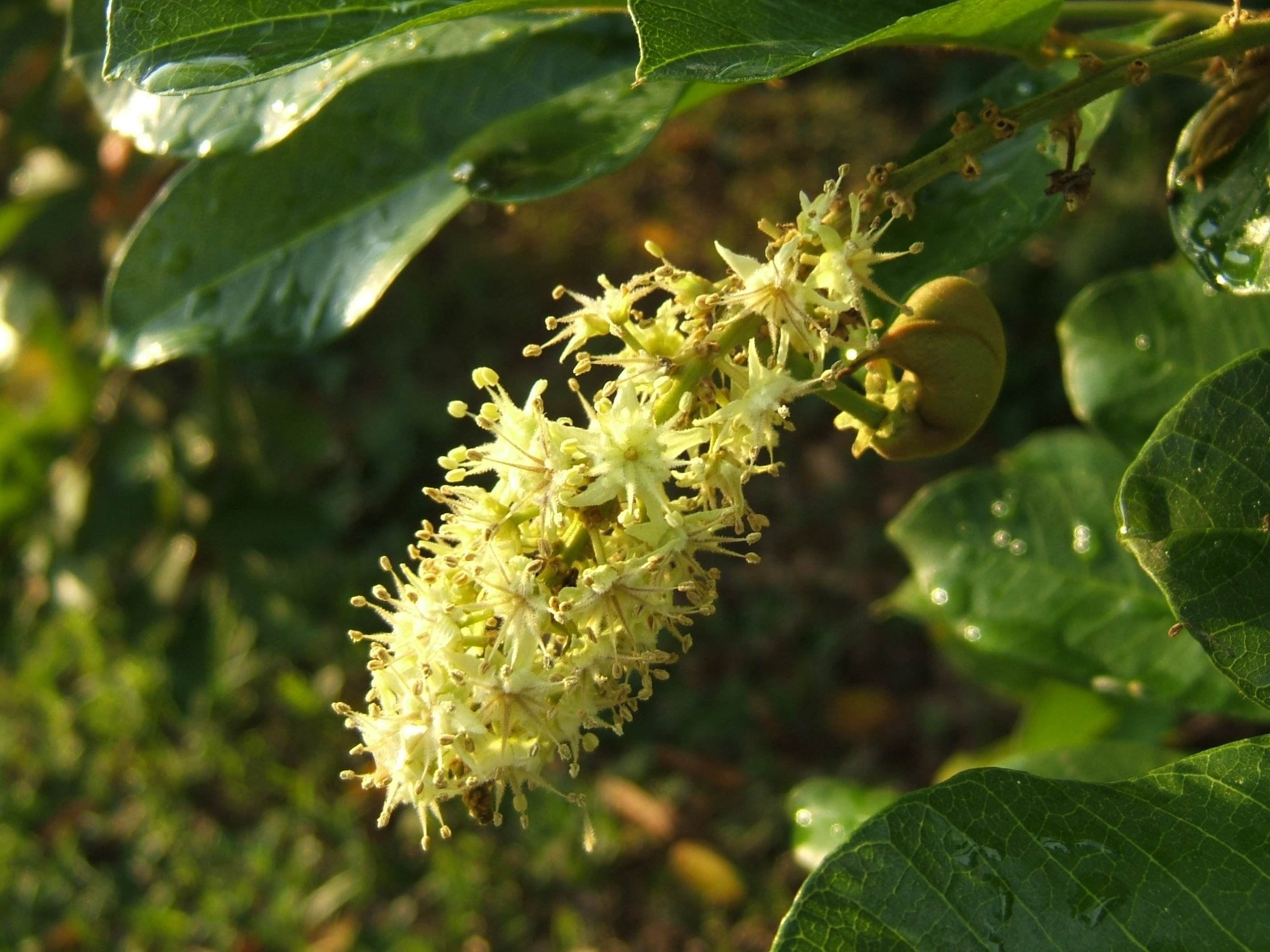
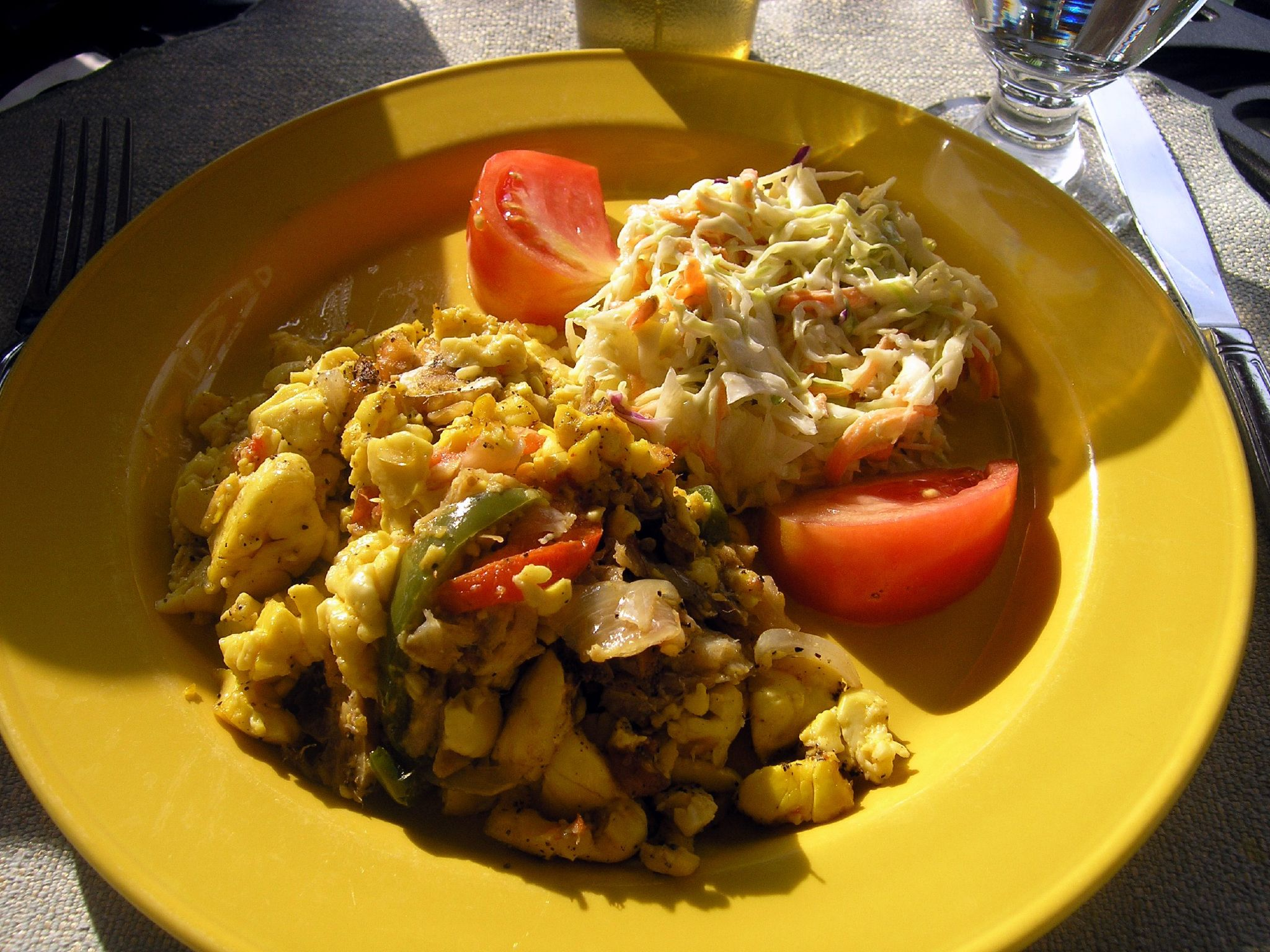
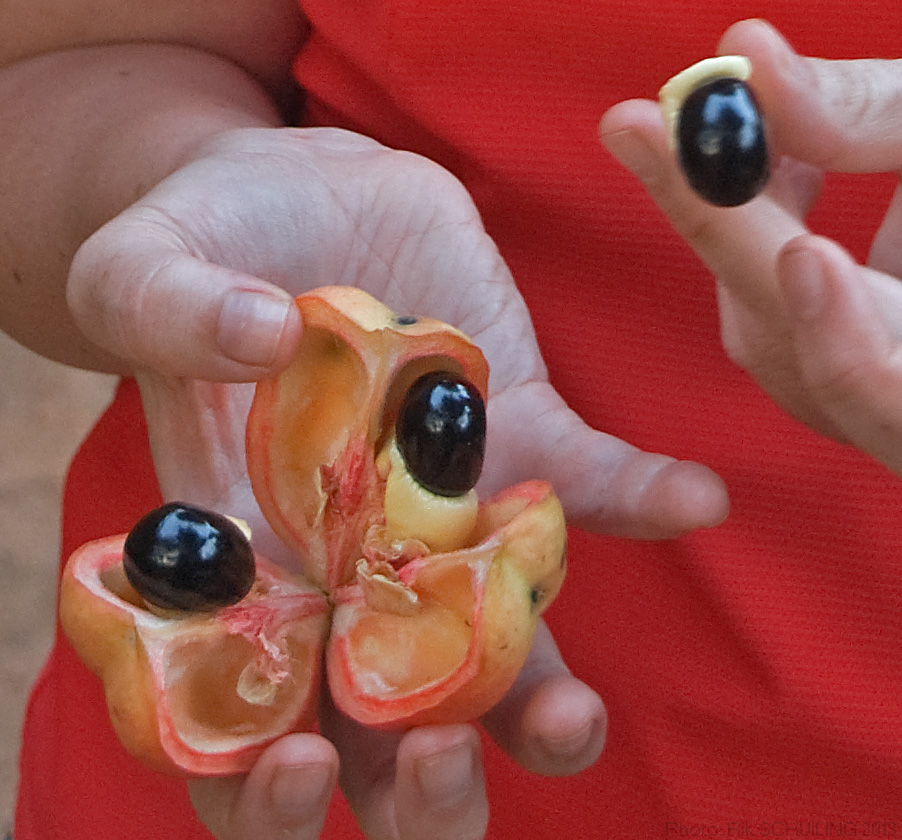